# Ә
Ә, ә – litera cyrylicy rozszerzonej, wywodząca się z łacińskiej litery szwa, obecnej w janalifie. Aktualnie używana głównie w językach kazaskim, abchaskim, tatarskim, baszkirskim, dungańskim i kałmuckim. Też była obecna cyrylickich alfabetach języków azerskiego, turkmeńskiego i karakałpackiego.
W niektórych krojach pisma nie ma różnicy między literami Ә/ә z rozszerzonej cyrylicy a Ə/ə z alfabetu łacińskiego używanymi w międzynarodowym alfabecie fonetycznym.
Do pisma azerskiego identycznie wyglądającą literę Ə wprowadzono w 1928 roku w ramach adaptacji alfabetu łacińskiego do tego języka. W czasach stalinizmu alfabet ten zastąpiono wersją cyryliczną, jednak zostawiono w niej tak samo wyglądającą literę ә. Jest drugą literą cyrylicznej wersji alfabetu kazaskiego. W trakcie wprowadzania wersji łacińskiej zaproponowano kilka jej odpowiedników: ae, a', á i ä. Jest również drugą literą cyrylicy tatarskiej.